# Haliplus

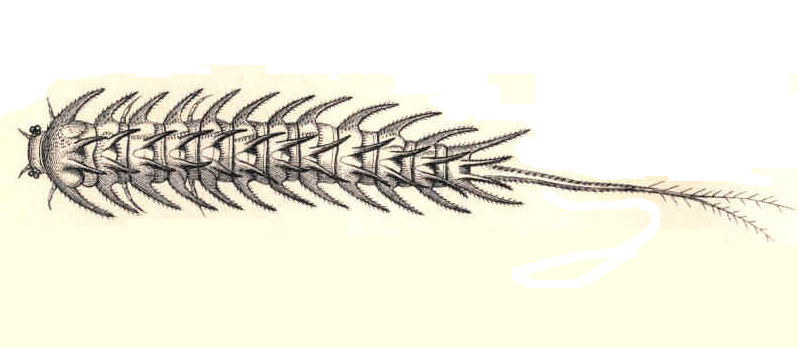
Larwa Haliplus fulvus

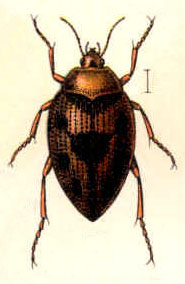
Flisak żółtoszyi (H. flavicollis)

Flisak (Haliplus) – rodzaj wodnych chrząszczy z rodziny flisakowatych.

## Taksonomia
Rodzaj opisany został w 1802 roku przez Pierre’a-André Latreille’a. Gatunkiem typowym został Dytiscus impressus Fabricius, 1787.

## Opis

### Owady dorosłe
Ciało zwykle słabo wydłużone, gładkie i błyszczące. Ostatni człon głaszczków szczękowych krótszy i węższy od przedostatniego. Przedplecze trapezowate. Pokrywy z 10 rzędami punktów głównych i 11 rzędami punktów drobniejszych. Płytki zabiodrza dochodzące tylko do tylnego brzegu III sternitu odwłoka, nieobrzeżone. Na wewnętrznej powierzchni goleni tylnych odnóży obecna bruzda wyposażona w rząd szczecinek lub jej brak. Kolce goleni odnóży środkowych i tylnych z drobnymi szczecinkami po bokach.

### Larwy
Ciało wąskie i silnie wydłużone. Głowa mała, pozbawiona uwypukleń policzkowych. Głaszczki szczękowe trójczłonowe. Tergity z wyrostkami oddechowymi i pokryte gęsto guzkami oddechowymi. Odwłok 10-członowy, z czego ostatni segment wydłużony i wyposażony w przydatki. 9 par przetchlinek, w tym 8 na odwłoku. Przednie odnóża dwukrotnie krótsze niż środkowe i tylne.

## Rozprzestrzenienie
Rodzaj kosmopolityczny, przy czym większość gatunków holarktycznych. W Polsce występuje 17 gatunków

## Systematyka
Rodzaj ten obejmuje około 140 gatunków, zgrupowanych w 6 podrodzajach:
- Haliplus (Haliplidius) Guignot, 1928
- Haliplus sensu stricto Latreille, 1802
- Haliplus (Liaphlus) Guignot, 1928
- Haliplus (Neohaliplus) Netolitzky, 1911
- Haliplus (Paraliaphlus) Guignot, 1930
- Haliplus (Phalilus) Guignot, 1935